# Riquesa

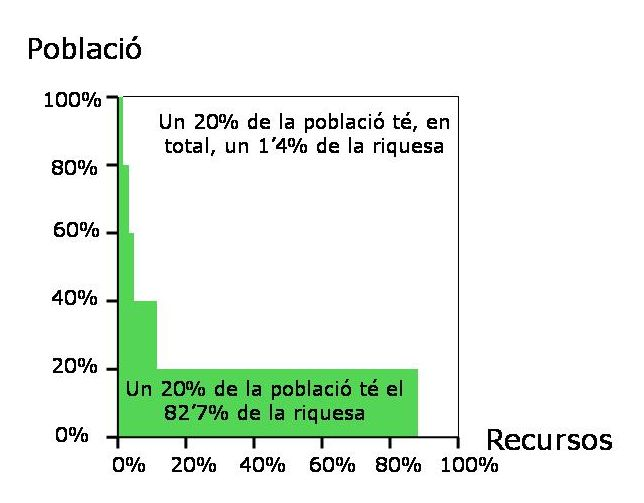
Distribució de la riquesa al món, any 1992

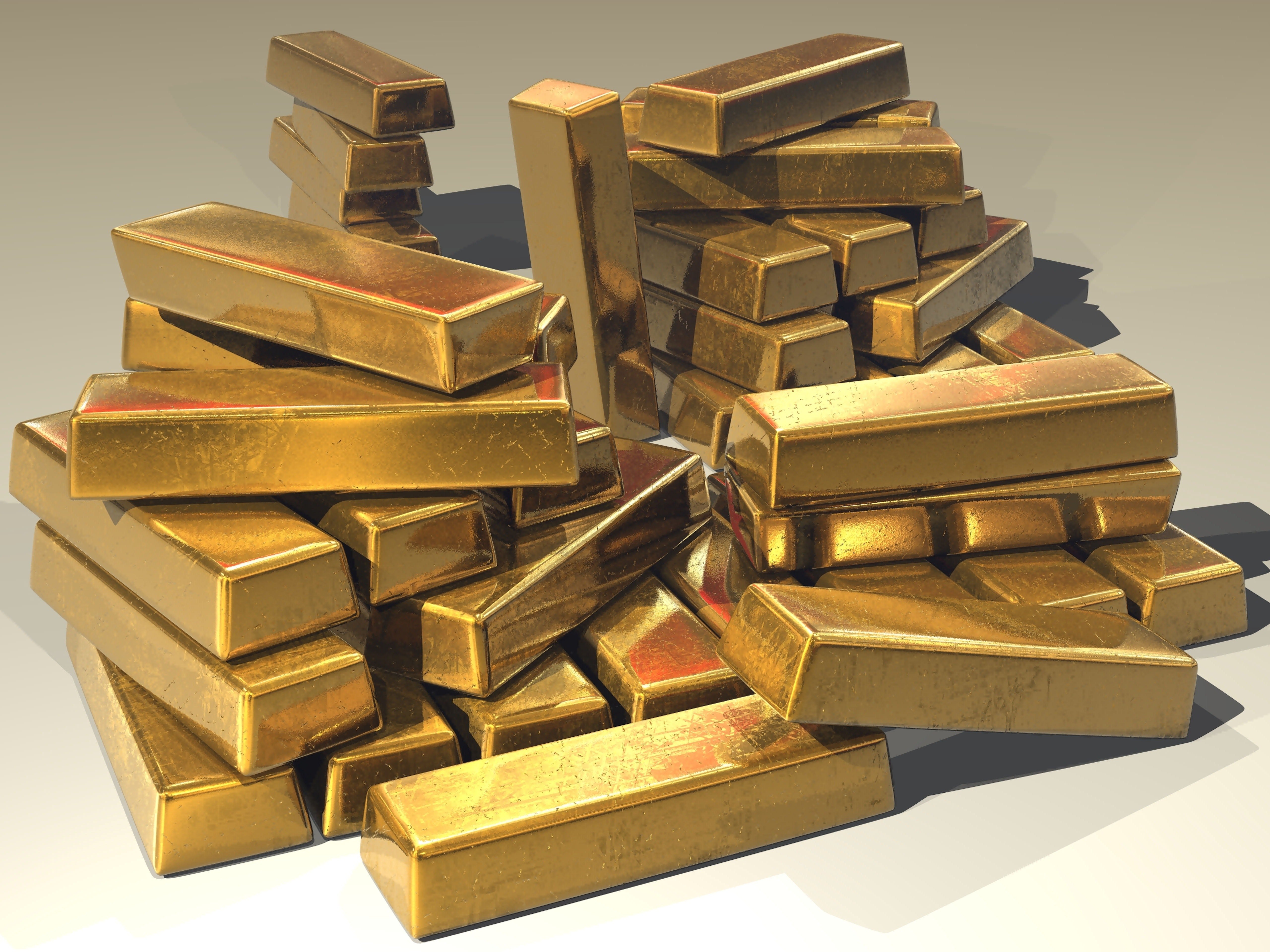
Lingots d'or

La riquesa o riquea és l'abundància d'objectes i els diners per a potencialment obtenir objectes. Generalment, la riquesa es refereix a propietats materials de tota classe i als diners. El mateix ús del terme assumeix que hi ha un mitjà socialment acceptat d'identificar el propietari de diners, terres o objectes varis. En altres paraules, cal una noció de propietat que es pugui invocar amb un esforç mínim per part del propietari.

## La visió antropològica de la riquesa
L'antropologia caracteritza les societats basant-se en part en el concepte que tenen aquestes de la riquesa i de les estructures institucionals i de poder que usen per protegir-la. Alguns tipus poden ser, per exemple, visió rudimentària de la riquesa, concepte interpersonal de riquesa, la riquesa com una acumulació de béns no necessaris, la riquesa com a control de les terres de conreu i la noció capitalista de la riquesa.